# Ghiacciaio Bader
Il ghiacciaio Bader (in inglese Bader Glacier) è un piccolo ghiacciaio situato sulla costa di Fallières, nella parte sud-occidentale della Terra di Graham, in Antartide. Il ghiacciaio, il cui punto più alto si trova a circa 575 m s.l.m., si trova in particolare sulla penisola German, dove scorre lungo il versante occidentale delle cime Rudozem fino ad arrivare al fiordo di Bourgeois, poco a sud di capo Thomson.

## Storia
Il ghiacciaio Bader è stato così battezzato nel 1958 dal Comitato britannico per i toponimi antartici in onore del glaciologo svizzero Henri Bader, della Rutgers University, autore di un'importante tesi riguardante lo sviluppo dei fiocchi di neve e le loro metamorfosi.